# The Battle for Johannesburg
 (juin 2022).
Si vous disposez d'ouvrages ou d'articles de référence ou si vous connaissez des sites web de qualité traitant du thème abordé ici, merci de compléter l'article en donnant les références utiles à sa vérifiabilité et en les liant à la section « Notes et références ».
Pour plus de détails, voir Fiche technique et Distribution.
The Battle for Johannesburg est un documentaire réalisé en 2010 par les Sud-Africains Rehad Desai et Darryl Els.

## Synopsis
Johannesbourg, cette gigantesque métropole qui a accueilli la Coupe du monde de football en 2010 et attiré les regards du monde entier, a aussi attisé l’imagination des urbanistes. Un énorme projet de rénovation du centre-ville a commencé en 2004 pour faire de Johannesbourg une « ville africaine de classe mondiale ». La volonté de domestiquer cette capitale chaotique et bouillonnante s’est heurtée à de nombreux obstacles. Le problème dépasse largement la valeur économique du terrain en ville et touche à la vie même de ses habitants. Y a-t-il une place pour les pauvres à Johannesbourg ? Est-il possible de créer une ville de rang mondial pour tous ? Le documentaire The Battle for Johannesburg pose cette question sans détour, examine les conséquences des transformations urbaines et étudie conflits et impacts de la transformation rapide de la ville pendant les deux ans qui ont précédé la Coupe du monde de football. Incluant des rencontres avec des architectes, des promoteurs immobiliers, des habitants et des SDF, il brosse un portrait sans fard du miracle sud-africain et de ses coulisses.

## Fiche technique
- Titre : The Battle for Johannesburg
- Réalisateur : Rehad Desai, Darryl Els
- Scénario : Rehad Desai
- Production :Uhuru Production (Rehad Desai)
- Musique : Joel Assaizky
- Musique additionnelle : Lesogo Rampologeng ("Johannesburg"), Fela Kuti ("Sorrow, Tears and Blood"), Jann Krynauw et Ronan Skillen ("She couldn't sleep")
- Image : Jonathan Kovel, Darryl Els
- Montage : Menno Boerema
- Son : Nami Mhlongo
- Montage son : Guy Steer
- Langues : anglais, zoulou, xhosa
- Format :  Vidéo HD
- Genre : documentaire
- Durée : 71 minutes
- Date de réalisation : 2010
- Coproduction : SABC (Afrique du Sud), IKON (Hollande), Press TV (Iran)
- Avec la participation de : The National Film and Video Foundation (Afrique du Sud), Urban Landmark (Afrique du Sud), Gauteng Film Commission (Afrique du sud), NHK (Japon), YLE (Finlande), Natives at Large (Afrique du Sud), Programme Eurodoc 2009
- Soutiens : Ambassade de France en Afrique du Sud